# 蟹形瘤蟹蛛
蟹形瘤蟹蛛（学名：Phrynarachne katoi）为蟹蛛科瘤蟹蛛属的动物。分布于日本、朝鲜以及中国大陆的安徽等地，多生活于灌木丛以及果园。该物种的模式产地在日本。